# Список Героев Социалистического Труда (Гоберман — Гошхотелиани)
Эта страница является частью списка Героев Социалистического Труда и перечисляет в алфавитном порядке лиц, удостоенных звания Героя Социалистического Труда, чьи фамилии начинаются с буквы «Г», от Гоберман до Гошхотелиани.
- Список не включает дважды и трижды Героев Социалистического Труда, а также лиц, лишённых этого звания.
- Список содержит информацию о датах жизни, роде деятельности и дате присвоения звания Героя.
- Герои, удостоенные звания посмертно, выделены в списке  серым цветом .
- Герои, сменившие фамилию после присвоения звания, приводятся в списках дважды, при этом строка с новой фамилией выделяется  бежевым цветом  и не имеет номера.

## Список людей, фамилии которых начинаются с «Г»
| Навигационная таблица | Навигационная таблица   |
| --------------------- | ----------------------- |
| «Г»                   | Габалис — Гаязова       |
| «Г»                   | Гвадзабия — Гныдюк      |
| «Г»                   | Гоберман — Гошхотелиани |
| «Г»                   | Грабин — Грязных        |
| «Г»                   | Губа — Гюрекян          |

| Навигационная таблица | Навигационная таблица   |
| --------------------- | ----------------------- |
| «Г»                   | Габалис — Гаязова       |
| «Г»                   | Гвадзабия — Гныдюк      |
| «Г»                   | Гоберман — Гошхотелиани |
| «Г»                   | Грабин — Грязных        |
| «Г»                   | Губа — Гюрекян          |